# Philippe Gondet
Philippe Gondet   (Blois, 17 de maig de 1942 - Vertou, 21 de gener de 2018) va ser un futbolista francès. Fou nomenat futbolista francès de l'any dos cops, el 1965 i 1966, i va formar part de l'equip francès a la Copa del Món de 1966.